# Cho Eun-jung
Cho Eun-jung (* 22. September 1971) ist eine ehemalige südkoreanische Hockeyspielerin. Sie gewann 1996 die olympische Silbermedaille.

## Karriere
Die südkoreanische Nationalmannschaft siegte 1994 bei den Asienspielen in Hiroshima vor den Mannschaften aus Japan und China.
Zwei Jahre später bei den Olympischen Spielen 1996 in Atlanta belegten die Südkoreanerinnen in der Vorrunde den zweiten Platz hinter den Australierinnen, wobei der direkte Vergleich mit 3:3 endete. Die ersten beiden Mannschaften der Vorrunde bestritten dann das Spiel um die Goldmedaille, hier gewannen die Australierinnen mit 3:1, Cho Eun-jung erzielte im Finale den einzigen Treffer für Südkorea. Insgesamt markierte sie im olympischen Turnier sechs Treffer und war damit hinter Chang Eun-jung zweitbeste Schützin ihrer Mannschaft.